# Jean-Pierre Dionnet
Jean-Pierre Dionnet (25 de novembre de 1947, París) és un productor, guionista, periodista, editor de còmics i presentador de televisió francès.
Cofundador de la revista Métal hurlant i de l'editorial Les Humanoïdes associés l'any 1974, va descobrir o introduir molts autors de còmics a França, jugant «un paper decisiu en el còmic contemporani».
Gran aficionat al rock, l'any 1980 va col·laborar en la creació del programa Les Enfants du rock, mentre que com a aficionat al cinema va presentar el programa Cinéma de quartier del Canal+ entre 1989 i 2007. A la dècada de 1990, va contribuir a la popularització del cinema asiàtic a través de la seva productora «Des Films».

## Biografia

### Família
Fill de Jean Dionnet, director d'oficina a Châteauroux, sergent intendent de l'11è Regiment de cuirassiers (1925), coronel de la Força Aèria de Vichy (1942) i de Renée-Marie Nore, va créixer a Livry-Gargan i va passar les seves vacances a la casa familiar de Fontaube, a prop Vichèi, on el seu pare li ensenya, a partir dels deu anys, «com manejar una arma, com tallar la gola d'un conill, com atropellar eriçons i com beure sang de cavall».
Jean-Pierre Dionner és pare de Calvin, periodista de Technikart, Farah i Lola, directors del vídeo Bottega de la cantant Eva Queen. · 

### Inicis com a llibreter i crític
Internat als Oratorians, Jean-Pierre Dionnet va ser un gran lector des de la seva infantesa. Es repta a si mateix a llegir un llibre al dia, sota les seves cobertes, amagat als supervisors de l'internat. També és molt aficionat al còmic, les seves preferències van des de Carl Barks, còmics de Spirou i publicacions de l'editorial Arédit (Aventures Fiction, Choc, Commando, Sidéral, etc.). Paral·lelament als estudis universitaris, va treballar com a venedor a un mercat a l'encant i tot seguit com a dependent de la llibreria Futuropolis.
També va escriure articles sobre comic books, que en aquella època eren menyspreats pels primers crítics de còmics que preferien les tires còmiques d'abans de la guerra. Publica en revistes tan diverses com Futuropolis, Comics 130, Pogo, Phénix o Alfred.

### Els anys del còmic
L'any 1971, presentat per Philippe Druillet, Jean-Pierre Dionnet s'incorporà a Pilote, el setmanari editat per Dargaud, com a guionista de notícies i contes. Per a la mateixa casa, va crear amb Raymond Poïvet la seva primera gran tira còmica, Tiriel, publicada l'any 1974 a l'efímera revista mensual Lucky Luke. Volent escriure històries de ciència-ficció, es va sentir incòmode a Pilote, on Goscinny no volia cap altra sèrie d'aquest tipus.
L'any 1973, va preparar la revista Snark per a l'editorial Nathan, però el projecte no va reeixir. L'any 1974, va començar la seva carrera editorial com a assistent de Nikita Mandryka a la revista L'Écho des savanes, en la qual hi fa incorporar Francis Masse i René Pétillon.
El desembre 1974, Dionnet, els autors de Pilote Druillet i Mœbius, i el seu amic Bernard Farkas van decidir fundar Les Humanoïdes associés per publicar una revista trimestral de ciència-ficció, reeditar Le Bandard fou i «preparar moltes altres coses». El gener següent va aparèixer el primer número de la revista Métal hurlant, de la qual n'era redactor en cap. Va publicar molts autors destacats dels anys 70 i 80, des de Richard Corben fins a François Schuiten i Frank Margerin, passant per Marc Caro abans de fer carrera al món del cinema, i Jodorowsky, ja conegut pels experts per les seves estranyes pel·lícules. Va publicar ell mateix algunes de les seves històries (Les Armées du conquérant i Arn amb Jean-Claude Gal, Exterminateur 17 amb Enki Bilal, la continuació de Tiriel, etc.).
Tot i centrar la revista en la ciència-ficció i la fantasia, Dionnet busca garantir la màxima diversitat de temes i estils gràfics, reunint el classicisme de Paul Gillon o Chantal Montellier amb el deliri gràfic de Philippe Druillet o Mœbius. Dobla la revista amb una política d'àlbums, per tal de donar valor a Les Humanoïdes associés.
A finals de la dècada de 1970, Métal Hurlant es va publicar a 17 països. Heavy Metal, la versió americana del mensual, es va llançar el 1977. L'any 1981 es va estrenar als cinemes Métal hurlant, la machine à rêver (Heavy Metal en versió original), una pel·lícula formada per diverses històries inspirades en còmics publicats a Heavy Metal. Aquest èxit de públic no va evitar greus dificultats financeres, a causa de la gestió erràtica als inicis.

### Televisió i còmics (1980)
El gener de 1982, al canal Antenne 2, Jean-Pierre Dionnet va participar, amb Philippe Manœuvre, en la creació del programa Les Enfants du rock (incloent-hi el seu "Sex Machine") i l'any 1985 van rebre el primer premi 7 d'or al millor espectacle d'entreteniment.
Tot i que va continuar dirigint Métal hurlant durant aquest període, ja no en va escriure molts guions a partir de 1982, excepte el segon volum d'Arn el 1987. Vol evitar repetir - se. El juliol de 1984 va declarar que sentia «un gran cansament» referint-se a Métal hurlant i deixa la direcció l'any següent. El 1988, va tornar al còmic, esdevenint durant uns mesos coeditor en cap de L'Écho des savanes i assessor editorial a Albin Michel, on va publicar diversos àlbums. Però la televisió l'ocupa més.
Del setembre de 1990 al desembre de 2007, va presentar Cinéma de quartier cada setmana al Canal+, per destacar els grans i petits mestres europeus del cinema popular dels anys 50 als 70, de Mario Bava a Dario Argento i Terence Fisher. Paral·lelament, va participar al programa setmanal Le Club del canal de cable Ciné Cinéfil (més tard Ciné Classics), en el qual quatre columnistes presentaven les pel·lícules emeses la setmana següent, al costat de Pierre Tchernia, Olivier Barrot, Christine Haas, Jean Ollé-Laprune, Jean-Jacques Bernard i Denis Parent. També va crear Quartier Interdit amb la col·laboració de Yannick Vallet, un programa sobre cinema gore i de terror emès a Canal+ entre 1998 i 2002.
Quartier Interdit va ser cancel·lat l'any 2002 per Dominique Farrugia, aleshores subdirector general d'emissions i programes de Canal+, fet que no va acabar de pair mai bé.
De 1992 a 1999, va presentar l'espectacle Destination Séries a Canal Jimmy amb Alain Carrazé. El programa bimensual cobria l'actualitat de les sèries de televisió a França i als Estats Units en un moment en què internet encara era poc freqüent a les llars.

### Productor i distribuïdor de cinema (1990)
A finals de 1990, Jean-Pierre Dionnet va fundar l'empresa «Des Films» amb Studio Canal i la col·lecció “Asian Classics» primer, després amb Pathé amb la col·lecció «Asian Star» donant a conèixer, fora d'Àsia, directors com Takeshi Kitano, Hayao Miyazaki, Johnnie To, Tsui Hark, Kim Ki-duk, Lee Chang-dong o Takashi Miike.
Després d'haver produït o coproduït diverses pel·lícules com Durian Durian de Fruit Chan, Le Petit Poucet i La Vie promise d'Olivier Dahan, actualment té diversos projectes en desenvolupament: Max, basada en la novel·la de Howard Fast, en associació amb Manuel Munz, Mr Clubb & Mr Cuff, basada en una novel·la de Peter Straub i que serà dirigida per Kyle Cooper, Dragon Fin's Soup basada en l'escriptor tailandès S. P. Somtow.

### Retorn a la tira còmica
Als seixanta anys, Jean-Pierre Dionnet va decidir reinventar-se, abandonant durant un temps la televisió i la distribució de cinema per dedicar-se de ple a escriure còmics.
Després d'haver fet una seqüela de la saga Exterminateur 17 amb Igor Baranko a Casterman (tres volums, 2003-2008), va llançar a les llibreries Des dieux et des hommes (2011), una gran sèrie coral i col·lectiva sobre la història d'Amèrica del 1929 al 2147, en un món paral·lel on els déus substituiran els homes. El projecte, publicat per Dargaud, està previst per a trenta àlbums, a raó de sis per any durant cinc anys.
A més, al seu blog «L'Ange du Bizarre» parla cada dia de tot el que li passa pel cap en tots els àmbits de la cultura.
Va ser membre numerari del jurat del Grand Prix de l'Imaginaire (GPI) fins al 2013, any de la seva dimissió.

### Locutor de ràdio
Jean-Pierre Dionnet apareix esporàdicament al programa de ràdio Mauvais Genre, emès a France Culture.

## Publicacions

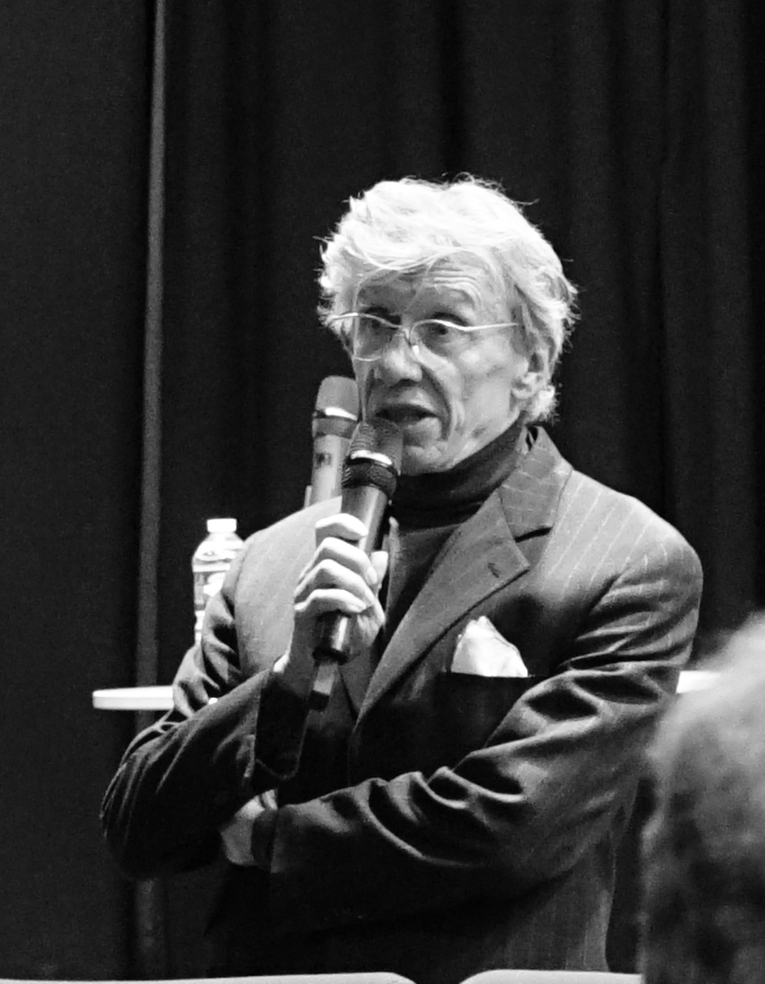
Jean-Pierre Dionnet el 2018.

### Còmics
Jean-Pierre Dionnet és el guionista de totes aquestes obres, i els col·laboradors indicats són els il·lustradors, llevat que s'especifiqui el contrari.

#### Revistes
- Al voltant de 40 contes i gags a Pilote i els seus suplements, amb diferents autors, 1971-1974.
- Jean Cyriaque, amb Solé, quatre contes a Pilote, 1972-1975.
- Tiriel, amb Raymond Poïvet, a Lucky Luke, 1974.
- «Super Parano», amb Nikita Mandryka, a L'Écho des savanes nr. 15, 1975.
- Els exèrcits del conqueridor, amb Jean-Claude Gal, a Métal hurlant, 1975-1977.
- Jules l'Éclair, amb Nikita, quatre contes a Métal hurlant, 1975-1980.
- Exterminateur 17, amb Enki Bilal, a Métal hurlant, 1976-1977.
- Set contes breus a Métal Hurlant, amb diversos autors 1977-1984.
- Les Envahisseurs de Bobigny, amb Margerin, dos contes a Métal hurlant, 1978.
- Arn, amb Jean-Claude Gal, a Métal hurlant:

1. La Vengeance d'Arn, 1980-1981.
2. Le Triomphe d'Arn, amb Bill Mantlo i Picaret (coautors), 1987.

- Tiriel: Retour à Gongondoza, amb Raymong Poïvet, a Métal hurlant, 1982.
- Rose profond, amb Michel Pirus, a L'Écho des savanes, 1988-1989.
- Région Étrangère, amb Beb-Deum, Les Humanoïdes Associés, coll. «Pieds Jaloux», 1989.
- L'Ange de miséricorde, amb Laurent Theureau, a (À suivre), 1991-1992.

#### Àlbums
- Tiriel, héritier d'un monde, amb Raymond Poïvet, Nathan, 1975.
- Je m'appelle Jean Cyriaque, amb Jean Solé, Les Humanoïdes associés, 1976.
- Les Armées du Conquérant, amb Jean-Claude Gal, Les Humanoïdes associés, 1977.
- Exterminateur 17, amb Enki Bilal, Les Humanoïdes associés, 1979.
- Arn, amb Jean-Claude Gal, Les Humanoïdes associés:

1. La Vengeance d'Arn, 1981.
2. Le Triomphe d'Arn, amb Bill Mantlo i Picaret (coguionistes), 1988.

- Rose profond, amb Michel Pirus, Albin Michel, col. «L'echo des savanes», 1989
- Région Étrangère, amb Beb-Deum, Les Humanoïdes associés, col. «Pieds Jaloux», 1989
- Les 12 Travaux d'Art Cool : Le Minotaure de Manhattan, amb Thomas Frisano, Albin Michel, 1990
- L'Empereur de Chine, amb Véronique Dorey, Albin Michel, col. «L'echo des savanes», 1991
- Ma vie est un bouquet de violettes, amb Beb Deum, Albin Michel, 1992.
- L'Ange de miséricorde, amb Laurent Theureau, Casterman, coll. «Estudi (À suivre)», 1993[9]
- L'Île des amazones, amb Denis Sire, Albin Michel, col. «L'echo des savanes», 1997.
- E17 - The Ellis Trilogy, amb Igor Baranko, Les Humanoïdes Associés:

1. L'Alliance, 2003.
2. Retour à Ellis, 2004.
3. Des Larmes de sang, 2008.

- Des Dieux et des hommes, Dargaud:

1. La Fin du commencement, amb Laurent Theureau, 2011.
2. Entre chiens et loups, amb Roberto Baldazzini i Corrado Mastantuono, 2011.
3. Une petite ville en Amérique, amb Danijel Zezelj, 2012.
4. Un château en Bavière, amb Danijel Zezelj, 2012.

### Assaig i ressenyes

#### Assaig
- Pilote : 15 ans de bandes dessinées, Neuilly-sur-Seine: Dargaud, [1974].
- Amb Philippe Manœuvre, Vive la France !, París: Ed. n 1, 1986.
- Métal hurlant : 1975-2005, 30 ans de couvertures, 30 ans d'éditos, tres volums, [París]: Les Humanoïdes associés, 2005-2007.

#### Seccions de revistes
- Venez quand vous aurez le museau propre, a Pilot, 1973-1974.
- Editorials de Métal hurlant, 1975-1985.
- Diversos editorials a Métal hurlant, 1975-1987.
- Le retour du mange-livres, a Métal hurlant, 1975-1977.
- À toute berzingue, a Métal hurlant, 1976-1984.
- Résurrection, a Métal hurlant, 1985.
- Mange livres et autres pensées fines, a Métal hurlant, 2002-2004.

### Notícies
- « Les Confessions d'un lecteur fou », a Métal hurlant nr. 2, 1975.

### Diversos
- « Entretien avec Jean-Pierre Dionnet (dirigida per Julien Sévéon ) - Parcours d'un passionné », a Parcours Fnac : le souffle asiatique, 2002, p. 4-7 .

## Distincions
- 2012: President del jurat de la primera edició del Premi <i>Mauvais genres</i>.
- 2013: President d'Honor del Premi <i>Mauvais genres</i>
- 2015: Membre del jurat de curtmetratges, 6è Festival Internacional de Cinema Fantàstic d'Audincourt, Bloody week-end 2015.[10]